# Drew McConnell
Drew McConnell, född 10 november 1978 i Dublin, Irland, han bodde i Spanien under större delen av sin barndom och talar flytande spanska, engelska och även lite franska. Han är en vegetarian och under sin ungdom jobbade han bland annat som översättare och extrakäckte även på gårdar. 
Han är nu basist i Babyshambles, en brittisk rockgrupp bildad av den tidigare Libertinesmedlemmen Pete Doherty. Han spelar även i banden The Phoenix Drive och var också tidigare medlem i bandet Elviss. Han har också ett soloprojekt som heter Helsinki, vilket är hans kompisars smeknamn på honom. Helsinki gjorde under mars 2008 en turné där de värmde upp för Kid harpoon. Han spelar även bas i den brittiska supergroupen Mongrel, Mongrel består även av medlemmar från Arctic monkeys, Reverend and the makers och Poisonous poets. 
Han har även samarbetat med andra artister, till exempel så spelar han bas på den nära vännen Fionn regans album. Han är också med i Lethal Bizzles video 'police on my back' även där spelar han bas. 
Han stödjer även den stora Love Music Hate Racism organisationen, Under 2007 gav han iväg en av sina solosånger "(&)" gratis med NME. Han har även "busked" med LMHR flera gånger och han har även sett till så att Babyshambles uppträtt på flera av LMHR:s gratisfestivaler. En gång när Babyshambles frontman Pete Doherty blev arresterad för droginnehav strax innan en av dessa festivaler, så steg McConnell in och framförde en soloversion av babyshambles låten 'Albion'. 